# Jugoslavien

Jugoslaviens geografiska utbredning 1918–2003

Jugoslavien (makedonska, montenegrinsk och serbisk kyrilliska: Југославија; bosniska, kroatiska, serbisk latinska, slovenska: Jugoslavija; albanska: Jugosllavia och ungerska: Jugoszlávia) med betydelsen Sydslavien på de sydslaviska språken, var benämningen på en serie statsbildningar som från första världskrigets slut 1918 och fram till 2003 fanns på Balkanhalvön.
Jugoslavien omfattade hela eller delar av det område som idag utgör staterna Bosnien och Hercegovina, Kroatien, Kosovo, Makedonien, Montenegro, Slovenien och Serbien.

## Statsbildningar
Benämningen Jugoslavien kan avse någon av följande statsbildningar:
- Slovenernas, kroaternas och serbernas stat (29 oktober 1918–1 december 1918)
- Kungariket Jugoslavien (1918–1941)
- Demokratiska federationen Jugoslavien (1943–1944)
- Federativa folkrepubliken Jugoslavien (1946–1963)
- Socialistiska federativa republiken Jugoslavien (1963–1992)
- Förbundsrepubliken Jugoslavien (1992–2003)

En statsrättslig kontinuitet fanns mellan Slovenernas, kroaternas och serbernas stat, Kungariket Jugoslavien, Federativa folkrepubliken Jugoslavien och Socialistiska federativa republiken Jugoslavien. Det tredje Jugoslavien som bildades 1992 av Serbien och Montenegro är däremot enligt Badinter-kommissionen och FN:s nationalförsamling en av fem efterföljarstater till det andra Jugoslavien (1945-1992).

## Historia

### Kungariket Jugoslavien (1918–1945)
Kungariket Jugoslavien, som officiellt hette "Slovenernas, kroaternas och serbernas stat" mellan 1918 och 1929, bildades 1918 då Österrike-Ungern bröt samman efter första världskriget. Statsbildningen drevs på av den redan självständiga staten Serbien, som ville se ett starkt självständigt och enat rike på Balkanhalvön i hopp om att kunna stå emot framtida intressen från stormakter, då stora delar av den blivande staten varit under österrikisk kontroll under lång tid. År 1929 bytte kungariket namn till Kungariket Jugoslavien. År 1941 invaderades kungadömet av axelmakterna Tyskland och Italien. På grund av andra världskriget tvingades kung Peter II i exil och efter krigets slut 1945 utropades republik och staten ombildades till Folkrepubliken Jugoslavien under ledning av Josip Broz Tito, även känd som "Tito".

### Federationen Jugoslavien (1945–1992)

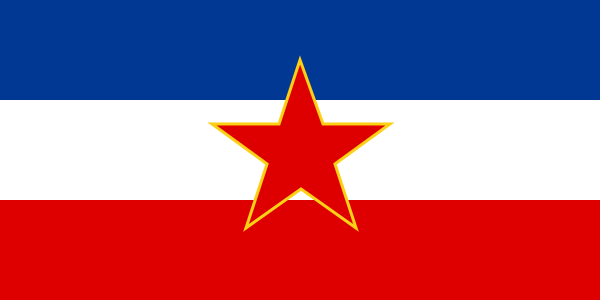
Flagga

Jugoslavien 1945-1992.

Som federation under efterkrigstiden bestod Jugoslavien av delrepublikerna Serbien, Kroatien, Slovenien, Bosnien-Hercegovina, Montenegro och Makedonien, samt av följande konstitutiva folk: makedonier, serber, montenegriner, bosniaker, kroater och slovener. Dessutom var de serbiska autonoma provinserna Kosovo och Vojvodina också delar av Jugoslavien men ingick inom delrepubliken Serbien. 
Jugoslavien antog 1963 en ny grundlag. Den nya grundlagen innebar att förbundsstaten bytte namn till den Socialistiska federativa republiken Jugoslavien. Delstaternas epitet, ”folkrepubliken”, avskaffades och istället infördes epitetet ”socialistiska republiken” till delstatsnamnen. SFRJ (Socialistiska federativa republiken Jugoslavien) hade under sin storhetstid (1960–1989) Europas tredje starkaste armé, JNA även kallad "folkets armé". Militären var den största utgiften för landet. Landet valde, till skillnad från andra socialistiska stater, att inte alliera sig med Sovjetunionen. Landet leddes 1945–1980 av dess obestridde ledare Tito. 
Politiskt missnöje i efterkrigsjugoslavien lade grunden för Kroatiska våren 1971 som i sin tur skulle komma att leda till allt starkare självständighetsivrande. Ett av huvudkraven var medborgerliga rättigheter för det kroatiska folket, samt rätten att få uttrycka stolthet över sin nationalitet. Detta irriterade Titos kommunistregering som hade gjort många försök att kuva och eliminera alla sådana infall och begrepp allt sedan andra världskriget med fruktan om allvarliga rubbningar i stabiliteten och eventuellt upplösning av nationen på grund av etniska spänningar. 
Nu uttrycktes även krav på decentralisering av det ekonomiska systemet och kritik riktades mot hur statens inkomster fördelades mellan delrepublikerna. 1974 antogs en ny grundlag som ytterligare ökade de federala inslagen i ett försök att möta missnöjet.
Edvard Kardelj var tillsammans med Josip Broz Tito den ledande ideologen i Jugoslaviens Kommunistiska Förbund. Edvard Kardelj var den huvudsakliga upphovsmannen till systemet för arbetarnas självförvaltning i Jugoslavien. Självförvaltningen var ett demokratiskt system för arbetarstyrda företag. Systemet med självförvaltning på företagen utarbetades av Edvard Kardelj i samarbete med Josip Broz Tito. Syftet var att de som arbetade på företagen skulle ta en aktiv del i administrationen av företagen och åstadkomma en demokratisk styrning av ekonomin, samt att komma bort från en mer tungstyrd och centraliserad statlig styrning. Systemet som infördes 1950 medförde en uppgång i ekonomin. Framgången berodde på att arbetarna på företagen hade lättare att förutse de lokala konsumenternas behov än de mest kompetenta statliga planeringsgrupper. Självförvaltningen innebar att arbetarna inom t.ex. ett industriföretag genom ett demokratiskt val utsåg ett arbetarråd som utgjorde ledningen i företaget. Alla som arbetade på företaget kunde väljas till arbetarråden och mandattiden var två år. Även beslut om fördelningen av vinsten i företaget, investeringar, vad som skulle produceras, priser på varor, arbetsförhållanden, m.m. kunde underställas debatt och demokratiska majoritetsbeslut av arbetarna i företagen.
Självförvaltningen förutsatte en decentralisering av makten över produktionen. Eftersom företagen agerade relativt självständigt men ändå försökte uppfylla statliga femårsplaner verkade de i en socialistisk marknadsekonomi. Företagen var formellt sett fortfarande ägda av samhället men brukandet överlämnades till arbetarna. Arbetarråden och självförvaltningen kan bland annat härledas till de ryska arbetarråden, sovjeterna, under 1920-talet i Sovjetunionen. De Jugoslaviska arbetarråden och självförvaltningen kom senare att framstå som ett alternativ till den allt mer centraliserade statliga styrningen över produktionen i Sovjetunionen. Det ledde till en ideologisk brytning mellan Stalin och Tito/Kardelj. Relationerna återupprättades emellertid av Stalins efterträdare Chrustjov. Självförvaltningen infördes 1950 och upphörde i och med upplösningen av Socialistiska Federativa Republiken Jugoslavien 1992..
Jugoslavien hade tre officiella språk: serbokroatiska, makedonska och slovenska samt två officiella skriftspråk: kyrilliska och latinska alfabetet; i bruk även på hög administrativ nivå. Något enhetligt jugoslaviskt språk fanns aldrig, även om serbokroatiska talades av en övervägande majoritet och lästes av samtliga skolbarn, oavsett etnisk tillhörighet, i hela landet.

### Jugoslaviens sönderfall
1991 genomfördes folkomröstningar i alla delrepubliker utom Serbien om självständighet. Regeringen i Belgrad svarade med att skicka den jugoslaviska armén till Slovenien under ett tio dagar långt krig och till Kroatien. Efterhand kom kriget att äga rum i Bosnien-Hercegovina. Kroatien, Slovenien och Bosnien blev självständiga stater. 1999 följde Kosovokriget. Den 17 februari 2008 utropade Kosovo självständighet från Serbien. Serbien anser att området fortfarande är en del av Serbiens suveräna territorium. Kosovo är erkänt internationellt av 98 länder.

### Förbundsrepubliken Jugoslavien (1992–2003)

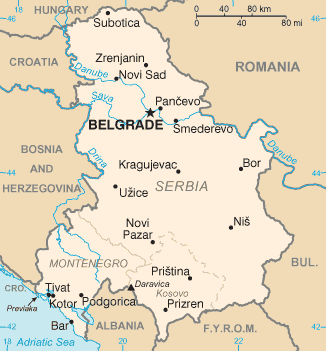
Serbien och Montenegro.

År 1992 upphörde det socialistiska styret och Jugoslavien blev en förbundsrepublik. Bland delrepublikerna återstod bara Serbien och Montenegro. Under denna period begicks flera brott mot mänskligheten såsom folkmord i de så kallade Jugoslaviska krigen. Stjärnan i den jugoslaviska flaggan togs bort och kvar blev denna flagga.
Den 4 februari 2003 upphörde också denna sista del av Restjugoslavien att existera och konfederationen Serbien och Montenegro bildades. Flaggan förblev den samma i konfederationen som i den förutvarande förbundsrepubliken Jugoslavien.

### Unionsupplösning 2006
Den 21 maj 2006 hölls en folkomröstning i Montenegro om landet skulle bli självständigt. Resultatet blev 55,53 % för självständighet. Montenegro utropade sig den 3 juni 2006 självständigt och unionen upphörde då de facto. Den 5 juni 2006 förklarade sig Serbien i sin tur självständigt från unionen som därmed upplöstes.

## Postjugoslaviska stater
| Land                    | Huvudstad | Flagga | Statsvapen | Självständighet deklarerad | Självständighet internationellt erkänd | Nationaldag |
| ----------------------- | --------- | ------ | ---------- | -------------------------- | -------------------------------------- | ----------- |
| Bosnien och Hercegovina | Sarajevo  |        |            | 1 mars 1992                | 6 april 1992                           | 1 mars      |
| Kroatien                | Zagreb    |        |            | 25 juni 1991               | 8 oktober 1991                         | 25 juni     |
| Nordmakedonien          | Skopje    |        |            | 8 september 1991           | 8 april 1993                           | 8 september |
| Montenegro              | Podgorica |        |            | 21 maj 2006                | 3 juni 2006                            | 13 juli     |
| Serbien                 | Belgrad   |        |            | 22 maj 2006                | 5 juni 2006                            | 15 februari |
| Kosovo                  | Pristina  |        |            | 17 februari 2008           |                                        | 17 februari |
| Slovenien               | Ljubljana |        |            | 25 juni 1991               | 7 juli 1991                            | 25 juni     |